# Pamela Brind'Amour
Pamela Brind'Amour, née le 12 janvier 1993 à Châteauguay, est une escrimeuse canadienne .

## Carrière
Pamela Brind'Amour est médaillée d'argent en sabre individuel aux Championnats panaméricains juniors 2013. Elle est médaillée de bronze en sabre par équipe aux Championnats panaméricains d'escrime 2016.
Aux Championnats panaméricains 2019, elle obtient la médaille d'argent en sabre par équipes. Elle est ensuite médaillée de bronze en sabre par équipes aux Jeux panaméricains de 2019.
Elle tireras au Jeux Olympiques de paris 2024 dans la catégorie sabre féminin, contre Theodora Gkountoura , une escrimeuse grec, et perdras 15-3.